# Матюхин, Николай Иванович
Никола́й Ива́нович Матю́хин (род. 13 декабря 1968, Жуковский, Московская область) — российский легкоатлет, специалист по спортивной ходьбе. Выступал за сборную России по лёгкой атлетике в 1993—2002 годах, обладатель серебряной медали чемпионата мира, победитель Кубка мира в командном зачёте, многократный победитель и призёр первенств национального значения, участник двух летних Олимпийских игр. Заслуженный мастер спорта России.

## Биография
Николай Матюхин родился 13 декабря 1968 года в городе Жуковском Московской области.
Начал заниматься спортивной ходьбой у тренера В. Гаврилицы, позже был подопечным заслуженного тренера России Карлиса Жановича Апаляйса. Выступал за всероссийское физкультарно-спортивное общество «Динамо» (Московская область). Окончил Московский областной государственный институт физической культуры.
Впервые заявил о себе на взрослом всероссийском уровне в сезоне 1993 года, когда в дисциплине 20 км выиграл серебряную медаль на открытом зимнем чемпионате России по спортивной ходьбе в Адлере. Попав в состав российской национальной сборной, выступил на Кубке мира в Монтеррее, где занял итоговое 54-е место.
В 1995 году одержал победу в дисциплине 35 км на открытом зимнем чемпионате России в Адлере и в дисциплине 50 км на открытом чемпионате России в Ижевске. На Кубке мира в Пекине занял 17-е место в личном зачёте и вместе со своими соотечественниками стал серебряным призёром командного зачёта 50 км. На чемпионате мира в Гётеборге закрыл десятку сильнейших.
На открытом чемпионате России по спортивной ходьбе 1996 года в Сочи стал серебряным призёром на 50-километровой дистанции. Благодаря череде удачных выступлений удостоился права защищать честь страны на летних Олимпийских играх в Атланте — в ходьбе на 50 км показал результат 4:01:49, расположившись в итоговом протоколе соревнований на 25-й строке.
В 1997 году добавил в послужной список золотую награду, полученную в ходьбе на 35 км на открытом зимнем чемпионате России по спортивной ходьбе в Адлере, в то время как на Кубке мира в Подебрадах оказался четвёртым в личном зачёте, стал победителем командного зачёта 50 км и общего мужского командного зачёта. На чемпионате мира в Афинах занял 15-е место.
В 1998 году получил серебро на открытом чемпионате России по спортивной ходьбе в Ижевске, показал 15-й результат на чемпионате Европы в Будапеште.
На Кубке мира 1999 года в Мезидон-Канон с личным рекордом 3:40:13 финишировал третьим на дистанции 50 км, выиграв при этом командный зачёт. На чемпионате мира в Севилье завоевал серебряную медаль, уступив только итальянцу Ивано Бруньетти.
В 2000 году взял бронзу на чемпионате России по спортивной ходьбе в Москве. Находясь в числе лидеров российской сборной, благополучно прошёл отбор на Олимпийские игры в Сиднее — на сей раз в программе 50 км с результатом 3:46:37 пришёл к финишу пятым.
После сиднейской Олимпиады Матюхин остался действующим спортсменом и продолжил принимать участие в крупнейших международных стартах. Так, в 2001 году на Кубке Европы в Дудинце он финишировал вторым в личном зачёте и выиграл командный зачёт 50 км, тогда как на чемпионате мира в Эдмонтоне был дисквалифицирован.
В 2002 году на Кубке мира в Турине стал четвёртым в личном зачёте 50 км, вновь выиграл командный зачёт.
В 2003 году выиграл бронзовую медаль на чемпионате России по спортивной ходьбе в Чебоксарах.
В 2006 году стал бронзовым призёром на чемпионате России по спортивной ходьбе и марафону в Саранске.
На чемпионате России по спортивной ходьбе и марафону 2007 года в Чебоксарах вновь удостоился бронзовой награды.
В 2008 году выиграл ещё одну бронзовую медаль на чемпионате России по спортивной ходьбе и марафону в Саранске.
Завершил спортивную карьеру по окончании сезона 2009 года.
За выдающиеся спортивные достижения удостоен почётного звания «Заслуженный мастер спорта России».
Впоследствии работал тренером в спортивной школе «Метеор» в Жуковском. Здесь проходят соревнования по бегу и ходьбе его имени — «Марш „Метеор“ Матюхин».
Женат на бегунье Татьяне Чебыкиной, чемпионке мира в эстафете 4 × 400 метров. Есть сын Илья и дочь Варвара.